# Billardiera scandens
Billardiera scandens är en tvåhjärtbladig växtart som beskrevs av James Edward Smith. Billardiera scandens ingår i släktet Billardiera och familjen Pittosporaceae. Utöver nominatformen finns också underarten B. s. sericata.